# Cotahuasi
Cotahuasi (din quechua, Qutawasi: ccoto înseamnă „reuniune” și wasi înseamnă „casă”) este un oraș din partea sudică a statului Peru, fiind capitala provinciei La Unión, regiunea Arequipa. Loclaitatea se află la 379 km depărtare de capitala regiunii, Arequipa.
La data recensământului din 2005, orașul număra 1 529 de locuitori.